# 삭스 (고양이)

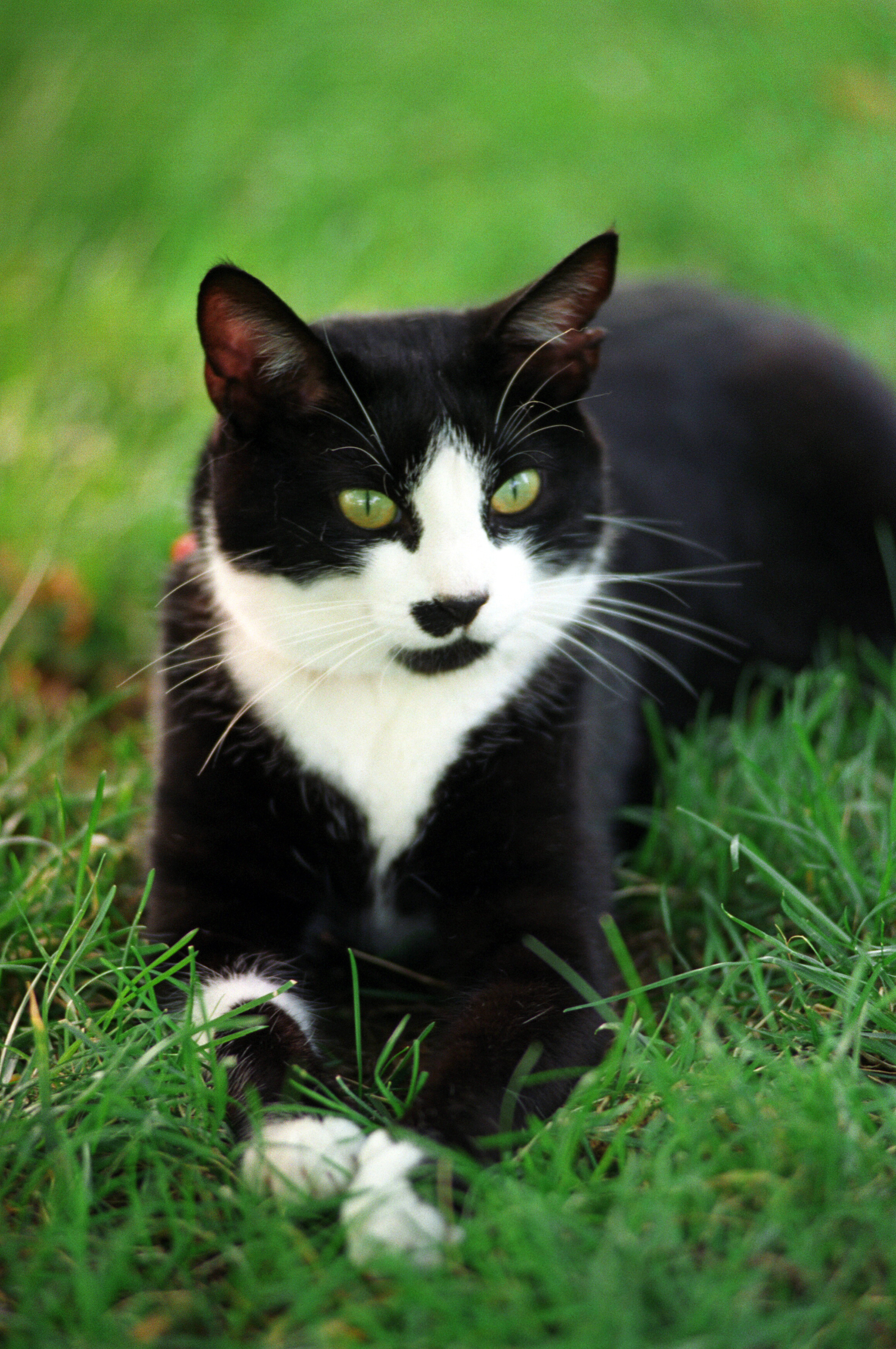
삭스

삭스(Socks, 1989년 3월 23일 ~ 2009년 2월 20일)는 빌 클린턴이
아칸소 주지사 시절과 미국 대통령 임기 중에
가족들과  아칸소 주지사 관저와 백악관에서 기르던 2마리의 반려 동물 중 한 마리이다. 아메리칸 쇼트헤어 종의 수컷 고양이이다.

## 기타
힐러리 클린턴은 1998년에 아동 도서 《Dear Socks, Dear Buddy: Kids' Letters to the First Pets》를 집필하였다. 이 책은 버디와 삭스의 사진이 실려있다.

## 같이 보기
- 버디 (개)